# Aes signatum

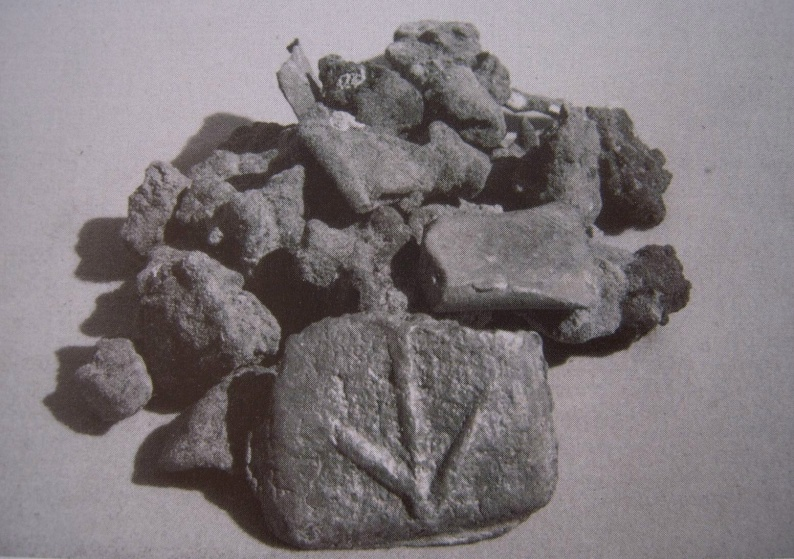
Deposito votivo del santuario di Bitalemi con aes signatum del tipo "ramo secco".

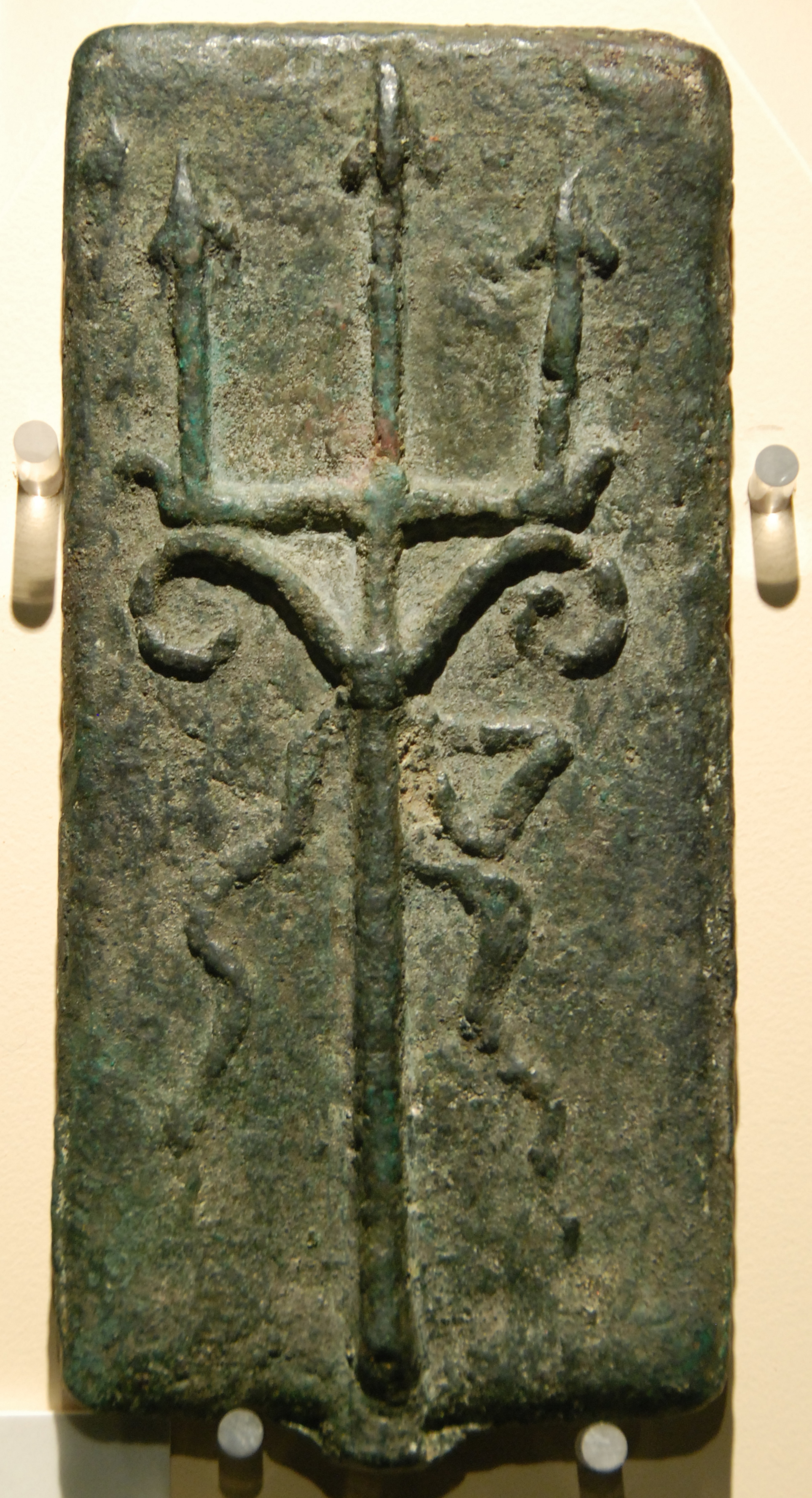
Aes Signatum, Repubblica Romana dopo il 450 a.C.; bronzo; 185,00 × 90,00 mm; 1616,62 g; Biblioteca Apostolica Vaticana, Roma

Aes signatum (in latino bronzo, rame contrassegnato) è il termine che i numismatici moderni usano per indicare dei lingotti di bronzo fuso che erano usati nell'Italia centrale prima dell'immissione dell'aes grave. Il termine non ha riscontro nella letteratura classica. L'aes signatum fu prodotto nella prima metà del III secolo a.C. e segue nel tempo l'aes rude.

## Descrizione
Il peso delle barre oscillava tra 1,150 kg e 1,850 kg: circa 5 libbre romane e quindi un valore corrispettivo di 5 assi. Gli aes signatum non avevano un valore facciale e quindi non avevano dei tipi fissi, anche questi lingotti, come gli aes rude valevano quanto pesavano per questo venivano tagliati in base alle necessità. I lingotti presentano delle figure, una per lato, quasi una sorta di tipi primitivi. Basti ricordare la coppia: aquila che tiene un fulmine tra gli artigli su un lato e un Pegaso in volo dall'altro; una spada e una guaina; lato esterno e lato interno di uno scudo; elefante e maiale. Quest'ultimo tipo, ha permesso di datare il lingotto al 275 a.C. anno della sconfitta di Pirro e del trasferimento a Roma, per la prima volta, di quei pachidermi, che impressionarono il popolo. La presenza del suino è da spiegare con un passo di Eliano secondo cui questi animali vennero usati per spaventare gli elefanti; difatti i maiali una volta coperti di pece venivano dati alle fiamme e i grugniti che ne seguivano spaventavano i pachidermi.
L'aes signatum venne soppiantato dall'aes grave.